# Paris-Roubaix 1950
Paris-Roubaix 1950 a fost a 48-a ediție a Paris-Roubaix, o cursă clasică de ciclism de o zi din Franța. Evenimentul a avut loc pe 9 aprilie 1950 și s-a desfășurat pe o distanță de 247 de kilometri de la Paris până la velodromul din Roubaix. Câștigătorul a fost Fausto Coppi din Italia.

## Rezultate
| Loc | Ciclist                | Timp       |
| --- | ---------------------- | ---------- |
| 1   | Fausto Coppi (ITA)     | 6h 18' 48" |
| 2   | Maurice Diot (FRA)     | +2' 45"    |
| 3   | Fiorenzo Magni (ITA)   | +5' 24"    |
| 4   | Charles Coste (FRA)    | +5' 24"    |
| 5   | Gino Sciardis (ITA)    | +7' 07"    |
| 6   | Pierre Molinéris (FRA) | +7' 40"    |
| 7   | André Declerck (BEL)   | +7' 54"    |
| 8   | Georges Meunier (FRA)  | +7' 54"    |
| 9   | Georges Claes (BEL)    | +7' 54"    |
| 10  | Marcel Kint (BEL)      | +7' 54"    |